# Tectónica salina

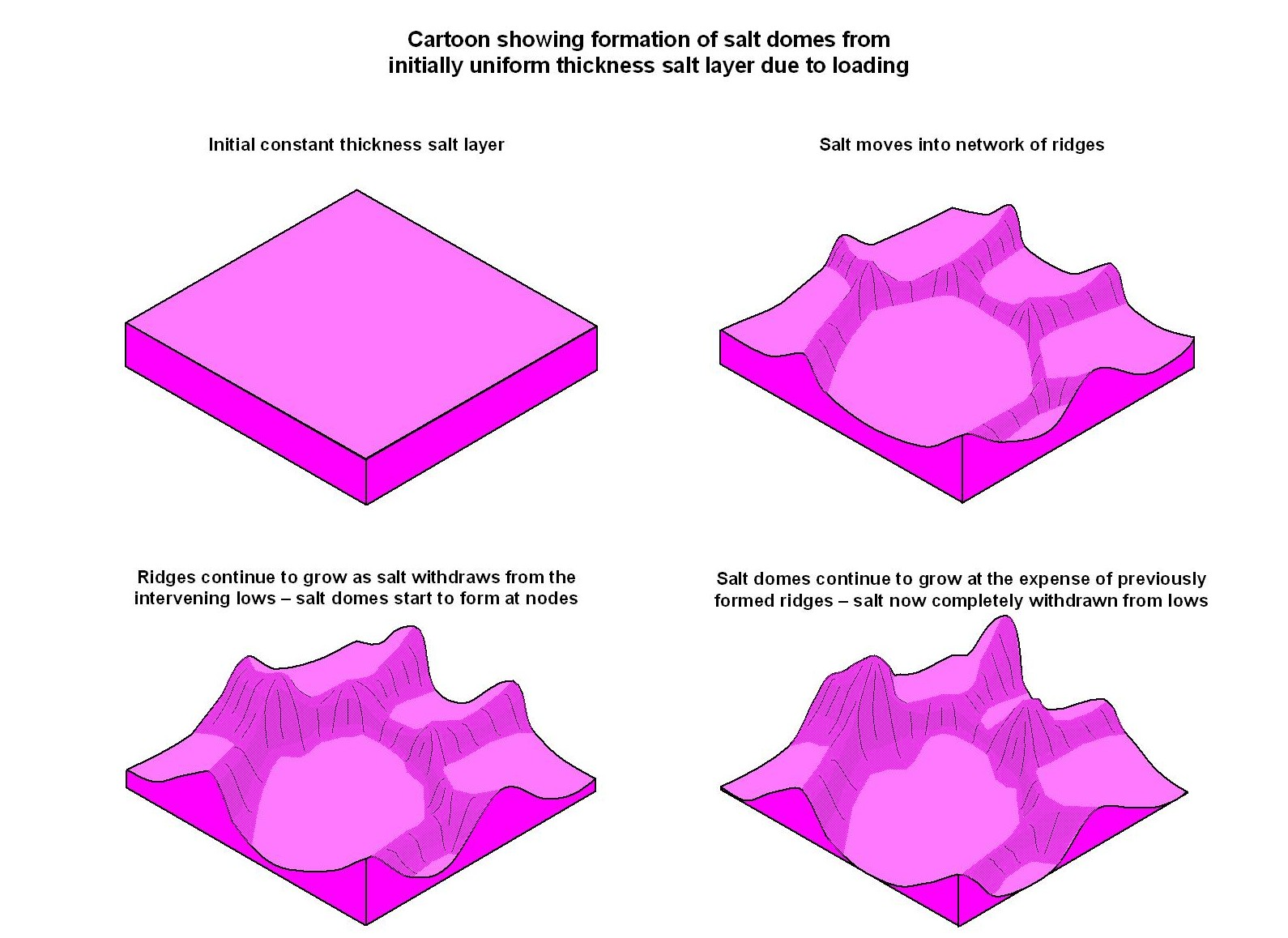

La tectónica salina, halocinesis o halotectónica, se ocupa de las geometrías y los procesos asociados con la presencia de espesores significativos de evaporitas que contienen sal de roca dentro de una secuencia estratigráfica de rocas. Esto se debe tanto a la baja densidad de la sal, que no aumenta con el enterramiento, como a su baja resistencia.
Se han encontrado estructuras de sal (excluyendo las capas de sal no deformadas) en más de 120 cuencas sedimentarias de todo el mundo.

## Estructuras salinas pasivas
Pueden formarse estructuras durante una carga sedimentaria continua, sin ninguna influencia tectónica externa, debido a la inestabilidad gravitacional. La halita pura tiene una densidad de 2160 kg/m3. Cuando se depositan inicialmente, los sedimentos generalmente tienen una densidad menor de 2000 kg/m3, pero con carga y compactación su densidad aumenta a 2500 kg/m3, que es mayor que la de la sal. Una vez que las capas superiores se vuelven más densas, la débil capa de sal tenderá a deformarse en una serie característica de crestas y depresiones, debido a una forma de inestabilidad de Rayleigh-Taylor. La sedimentación adicional se concentrará en las depresiones y la sal continuará alejándose de ellas hacia las crestas. En una etapa tardía, tienden a iniciarse diapiros en las uniones entre las crestas. Su crecimiento se alimenta del movimiento de la sal a lo largo del sistema de crestas y continúa hasta que se agota el suministro de sal. Durante las etapas posteriores de este proceso, la parte superior del diapiro permanece en la superficie o cerca de ella y el enterramiento adicional se corresponde con el ascenso del diapiro, lo que a veces se denomina construcción descendente. Los domos de sal de Schacht Asse II y Gorleben en Alemania son un ejemplo de una estructura de sal puramente pasiva.
Tales estructuras no siempre se forman cuando una capa de sal está enterrada debajo de una sobrecarga sedimentaria. Esto puede deberse a una sobrecarga de fuerza relativamente alta o a la presencia de capas sedimentarias intercaladas dentro de la unidad de sal que aumentan tanto su densidad como su fuerza. 

## Estructuras salinas activas

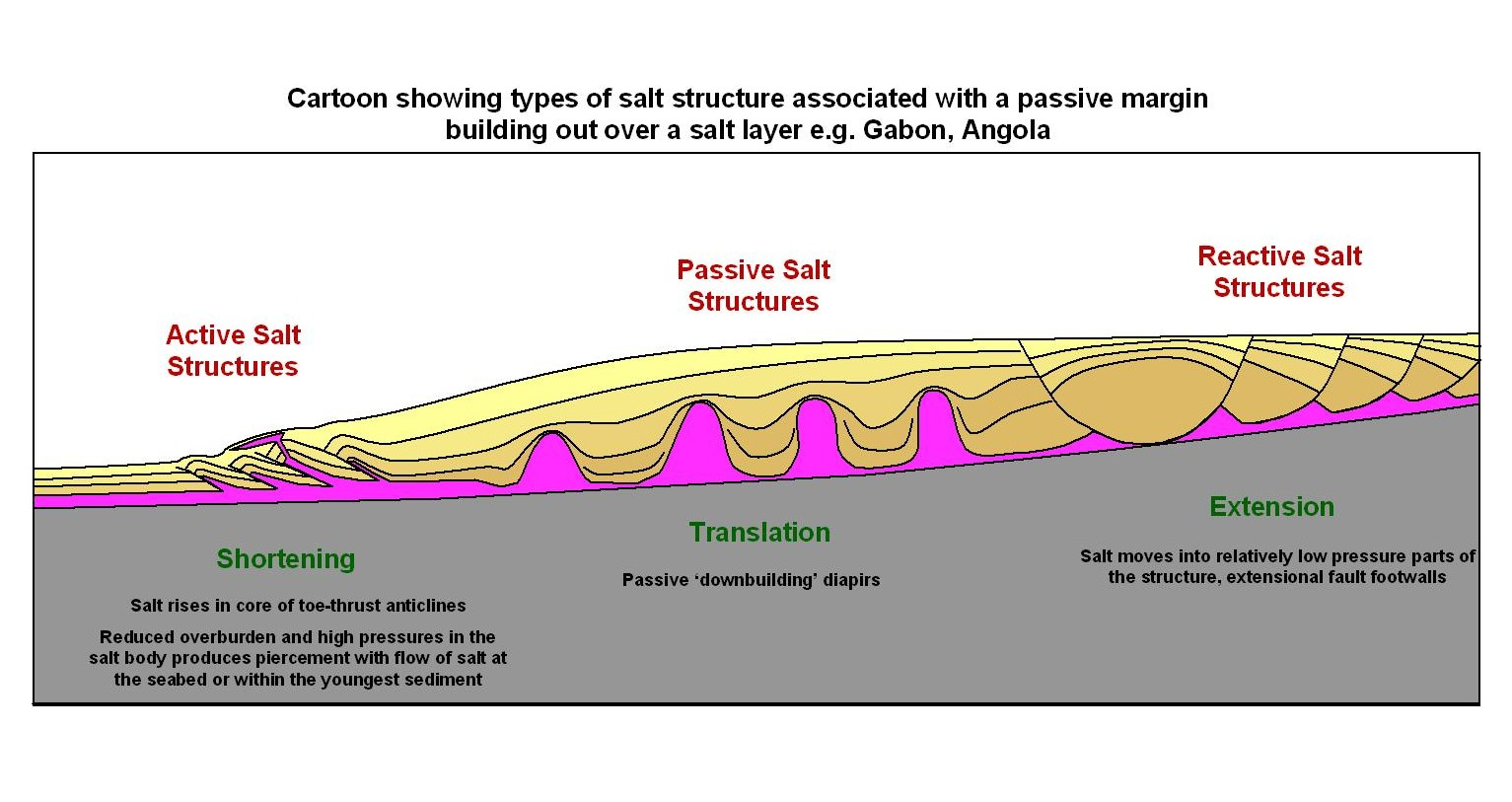

La tectónica activa aumentará la probabilidad de que se desarrollen estructuras de sal. En el caso de que haya tectónica extensional, las fallas reducirán la fuerza de la sobrecarga y la adelgazarán. En un área afectada por tectónica contraccional, el pandeo de la capa de sobrecarga permitirá que la sal se eleve hacia los núcleos de los anticlinales, como se ve en los domos de sal de las montañas Zagros y en el diapiro El Gordo (ubicado en el cinturón de Coahuila).
Si la presión dentro del cuerpo de sal se vuelve lo suficientemente alta, es posible que empuje a través de su sobrecarga, lo que se conoce como diapirismo forzado. Muchos diapiros de sal pueden contener elementos de movimiento de sal tanto activo como pasivo. Una estructura de sal activa puede perforar su sobrecarga y, a partir de ahí, continuar desarrollándose como un diapiro de sal puramente pasivo. 

## Estructuras salinas reactivas
En aquellos casos en que las capas de sal no tienen las condiciones necesarias para desarrollar estructuras salinas pasivas, la sal aún puede moverse hacia áreas de presión relativamente baja alrededor de pliegues y fallas en desarrollo. Tales estructuras se describen como reactivas. 

## Sistemas de fallas desprendidas por la sal

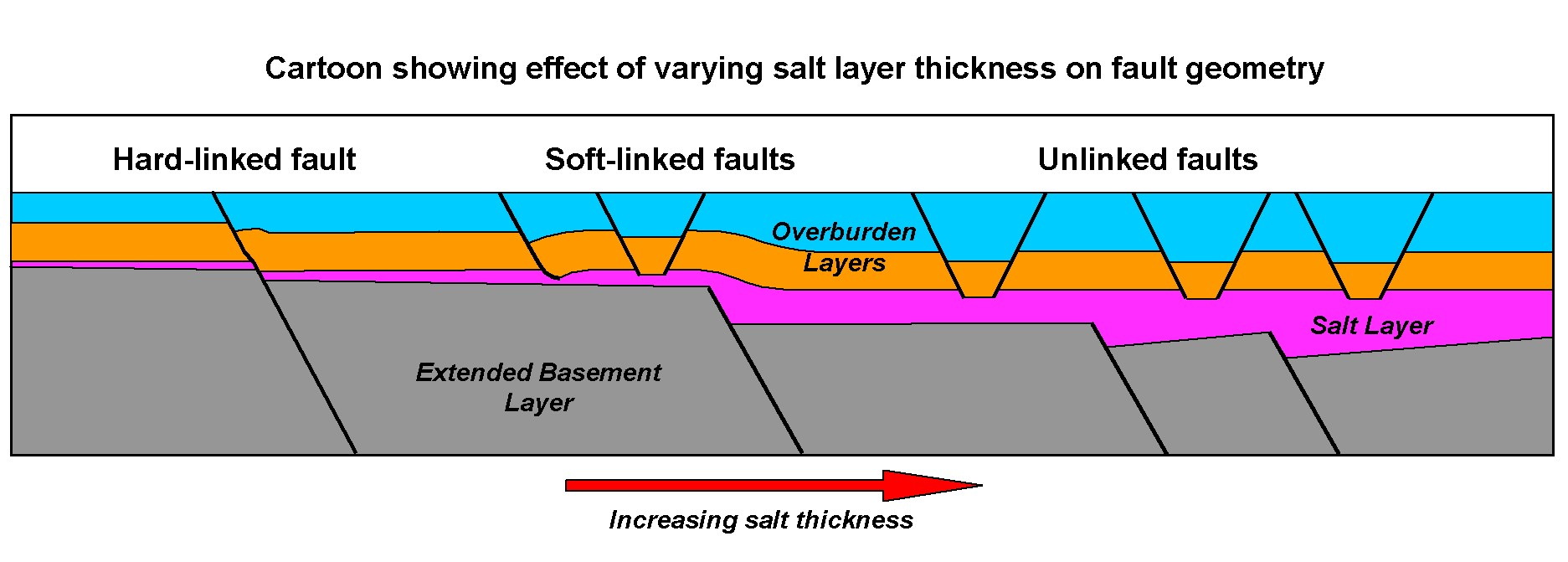

Cuando una o más capas de sal están presentes durante la tectónica extensional, se forma un conjunto característico de estructuras. Las fallas extensionales se propagan desde la parte media de la corteza hasta encontrar la capa de sal. La debilidad de la sal impide que la falla se propague. Sin embargo, el desplazamiento continuo en la falla desplaza la base de la sal y provoca la flexión de la capa de sobrecarga. Eventualmente, las tensiones causadas por esta flexión serán suficientes para fallar la sobrecarga. Los tipos de estructuras desarrolladas dependen del espesor inicial de la sal. En el caso de una capa de sal muy gruesa, no existe una relación espacial directa entre el fallamiento debajo de la sal y el de la sobrecarga, entonces se dice que dicho sistema está desvinculado. Para espesores de sal intermedios, las fallas de sobrecarga están espacialmente relacionadas con las fallas más profundas, pero desplazadas de ellas, normalmente hacia la pared inferior; estos se conocen como sistemas de enlace suave. Cuando la capa de sal se vuelve lo suficientemente delgada, la falla que se desarrolla en la sobrecarga está estrechamente alineada con la que está debajo de la sal y forma una superficie de falla continua después de un desplazamiento relativamente pequeño, formando una falla de enlace duro.
En áreas de tectónica contraccional, las capas de sal actúan como planos de desprendimiento preferidos. En el cinturón de Zagros, se cree que las variaciones en el espesor y, por lo tanto, en la efectividad de la formación de sal de Ormuz del Neoproterozoico tardío al Cámbrico temprano tuvieron un control fundamental en la topografía general.

## Soldadura de sal
Cuando una capa de sal se vuelve demasiado delgada para ser una capa de desprendimiento efectiva, debido al movimiento o disolución de la sal, o la remoción por fallas, la sobrecarga y el basamento subsalino subyacente se sueldan de manera efectiva. Esto puede causar el desarrollo de nuevas fallas en la secuencia de cobertura y es una consideración importante cuando se modela la migración de hidrocarburos . Las soldaduras de sal también pueden desarrollarse en dirección vertical al poner en contacto los lados de un diapiro anterior.

## Estructuras de sal alóctonas
La sal que sale a la superficie, ya sea en tierra o debajo del mar, tiende a esparcirse lateralmente y se dice que esa sal es "alóctona". Los glaciares de sal se forman en tierra donde esto sucede en un ambiente árido, como en las montañas de Zagros. Se generan lenguas de sal en alta mar que pueden unirse con otras de perforaciones vecinas para formar casquetes salinos.

## Efectos sobre los sistemas sedimentarios
En los márgenes pasivos donde hay sal, como el Golfo de México, la tectónica salina controla en gran medida la evolución de los sistemas sedimentarios de aguas profundas; por ejemplo, canales submarinos, como muestran los estudios de casos modernos y antiguos.

## Importancia económica
Una proporción significativa de las reservas de hidrocarburos del mundo se encuentran en estructuras relacionadas con la tectónica de sal, muchas incluidas en el Medio Oriente, en los márgenes pasivos del Atlántico Sur ( Brasil, Gabón y Angola ) y en el Golfo de México. 